# Гроувтаун (Џорџија)
Гроувтаун (Џорџија) (енгл. Grovetown) град је у америчкој савезној држави Џорџија. По попису становништва из 2010. у њему је живело 11.216 становника.

## Демографија
Према попису становништва из 2010. у граду је живело 11.216 становника, што је 5.127 (84,2%) становника више него 2000. године.
| Група             | 2000.         | 2010.         |
| Белци             | 4.052 (66,5%) | 5.767 (51,4%) |
| Афроамериканци    | 1.214 (19,9%) | 3.360 (30,0%) |
| Азијати           | 95 (1,6%)     | 159 (1,4%)    |
| Хиспаноамериканци | 563 (9,2%)    | 1.552 (13,8%) |
| Укупно            | 6.089         | 11.216        |